# Europapokal der Pokalsieger (Handball) 2007/08
Am EHF-Europapokal der Pokalsieger 2007/08 nahmen 44 Handball-Vereinsmannschaften teil, die sich in der vorangegangenen Saison in ihren Heimatländern im Pokalwettbewerb für den Wettbewerb qualifizieren konnten oder aus der Champions League 07/08 ausgeschieden waren. Es war die 33. Austragung des Pokalsiegerwettbewerbs. Die Pokalspiele begannen am 1. September 2007, das Rückrundenfinale fand am 10. Mai 2008 statt. Titelverteidiger des EHF-Europapokal der Pokalsieger war der deutsche Verein HSV Hamburg. Der Titelgewinner in der Saison war der ungarische Verein KC Veszprém.

## 1. Runde
Es nahmen 14 Teams teil, die sich vorher für den Wettbewerb qualifiziert haben. 

Die Hinspiele fanden am 1./2./7./8. September 2007 statt. Die Rückspiele fanden am 2./8./9. September 2007 statt.
|                            | Gesamt  |                         | Hinspiel          | Rückspiel         |
| -------------------------- | ------- | ----------------------- | ----------------- | ----------------- |
| HC Berane                  | 56 : 50 | H.C. Berchem            | 28 : 27 (11 : 12) | 28 : 23 (12 : 08) |
| Eurotech Bevo HC Panningen | 72 : 43 | KH Kastrioti-Ferizaj    | 37 : 19 (19 : 10) | 35 : 24 (16 : 16) |
| HC Lusis Kaunas            | 75 : 58 | Olimpus-85 UTM Chișinău | 35 : 25 (14 : 11) | 40 : 33 (18 : 18) |
| Wisla Plock S.A.           | 72 : 46 | DINHK Baku              | 39 : 22 (21 : 12) | 33 : 24 (16 : 12) |
| Cyprus College             | 60 : 54 | Riihimäen Cocks         | 31 : 24 (13 : 12) | 29 : 30 (15 : 13) |
| SKA Minsk                  | 69 : 63 | HC Gumarny Zubri        | 38 : 30 (15 : 13) | 31 : 33 (14 : 16) |
| UMF Stjarnan               | 66 : 53 | TENAX Dobele            | 36 : 26 (20 : 16) | 30 : 27 (17 : 12) |

## 2. Runde
Es nahmen die 7 Sieger der 1. Runde und weiter 19 Teams, die sich vorher für den Wettbewerb qualifiziert haben, teil.

Die Hinspiele fanden am 28./29./30. September und 5./6. Oktober 2007 statt. Die Rückspiele fanden am 30. September und 6./7. Oktober 2007 statt.
|                       | Gesamt    |                            | Hinspiel          | Rückspiel         |
| --------------------- | --------- | -------------------------- | ----------------- | ----------------- |
| RK Borac Banja Luka   | 55 : 58   | Bologna United             | 23 : 29 (10 : 13) | 32 : 29 (14 : 16) |
| H.C. Pelister Bitola  | 45 : 73   | Milli Piyango SK           | 23 : 37 (10 : 20) | 22 : 36 (11 : 20) |
| RK Trimo Trebnje      | 54 : 55   | PLER-Airport KC Budapest   | 28 : 28 (13 : 14) | 26 : 27 (13 : 14) |
| A.C. Filippos Verias  | 42 : 59   | Paris HB                   | 21 : 28 (11 : 12) | 21 : 31 (13 : 16) |
| UMF Stjarnan          | 47 : 47 1 | HK Budiwelnik Browary      | 25 : 26 (13 : 09) | 22 : 21 (11 : 13) |
| Sandefjord TIF        | 67 : 58   | HC Lusis Kaunas            | 38 : 28 (22 : 12) | 29 : 30 (13 : 14) |
| TV Suhr               | 60 : 71   | UHC Goldmanndruck Tulln    | 30 : 33 (13 : 16) | 30 : 38 (13 : 19) |
| KIF Kolding Elite A/S | 84 : 51   | HC Berane                  | 37 : 23 (19 : 10) | 47 : 28 (17 : 16) |
| HRK Karlovac          | 50 : 54   | SKA Minsk                  | 32 : 28 (15 : 12) | 18 : 26 (10 : 12) |
| RK Partizan Belgrad   | 76 : 58   | HC Tallas                  | 39 : 29 (21 : 14) | 37 : 29 (15 : 14) |
| Wisla Plock S.A.      | 56 : 59   | Steaua Bukarest            | 29 : 28 (14 : 14) | 27 : 31 (12 : 18) |
| Sungul Tscheljabinsk  | 67 : 57   | Cyprus College             | 44 : 27 (19 : 16) | 23 : 30 (12 : 15) |
| FC Porto              | 74 : 50   | Eurotech Bevo HC Panningen | 39 : 21 (22 : 12) | 35 : 29 (18 : 13) |

## 3. Runde
Es nahmen die 13 Sieger der 2. Runde und weiter 3 Teams, die sich vorher für den Wettbewerb qualifiziert haben, teil.

Die Hinspiele fanden am 17./18. November 2007 statt. Die Rückspiele fanden am 24./25. November 2007 statt.
|                         | Gesamt  |                          | Hinspiel          | Rückspiel         |
| ----------------------- | ------- | ------------------------ | ----------------- | ----------------- |
| BM Valladolid           | 78 : 58 | Bologna United           | 38 : 31 (16 : 15) | 40 : 27 (18 : 17) |
| UHC Goldmanndruck Tulln | 58 : 52 | SKA Minsk                | 32 : 23 (14 : 12) | 26 : 29 (14 : 17) |
| SC Magdeburg            | 77 : 67 | Sungul Tscheljabinsk     | 41 : 27 (19 : 14) | 36 : 40 (17 : 22) |
| Milli Piyango SK        | 56 : 50 | PLER-Airport KC Budapest | 25 : 24 (13 : 10) | 31 : 26 (17 : 15) |
| FC Porto                | 50 : 49 | Paris HB                 | 30 : 23 (14 : 11) | 20 : 26 (09 : 13) |
| Sandefjord TIF          | 52 : 58 | Steaua Bukarest          | 27 : 28 (17 : 15) | 25 : 30 (15 : 15) |
| KIF Kolding Elite A/S   | 57 : 47 | HK Budiwelnik Browary    | 35 : 24 (19 : 10) | 22 : 23 (09 : 12) |
| Rhein-Neckar Löwen      | 78 : 44 | RK Partizan Belgrad      | 46 : 19 (24 : 11) | 32 : 25 (16 : 10) |

## Achtelfinale
Es nahmen die acht Sieger der 3. Runde und die acht Drittplatzierten der Champions-League-Gruppenphase teil.

Die Hinspiele fanden am 9./11./15. Februar 2008 statt. Die Rückspiele fanden am 14./16./17. Februar 2008 statt.
|                    | Gesamt  |                           | Hinspiel          | Rückspiel         |
| ------------------ | ------- | ------------------------- | ----------------- | ----------------- |
| FC Porto           | 55 : 61 | Dynamo Astrachan          | 27 : 30 (14 : 14) | 28 : 31 (14 : 17) |
| STR Saporischschja | 58 : 39 | UHC Goldmanndruck Tulln   | 31 : 15 (19 : 07) | 27 : 24 (15 : 13) |
| HC Bosna Sarajevo  | 53 : 62 | KIF Kolding Elite A/S     | 27 : 25 (15 : 14) | 26 : 37 (13 : 17) |
| Rhein-Neckar Löwen | 67 : 57 | Hammarby IF HB            | 36 : 26 (17 : 17) | 31 : 31 (17 : 16) |
| Tatran Presov      | 58 : 71 | BM Valladolid             | 29 : 33 (10 : 17) | 29 : 38 (16 : 17) |
| Milli Piyango SK   | 49 : 59 | Kadetten Schaffhausen GCZ | 21 : 31 (11 : 19) | 28 : 28 (14 : 15) |
| SC Magdeburg       | 58 : 47 | Drammen HK                | 31 : 25 (15 : 15) | 27 : 22 (11 : 09) |
| MKB Veszprém KC    | 65 : 49 | Steaua Bukarest           | 31 : 23 (17 : 12) | 34 : 26 (17 : 12) |

## Viertelfinale
Es nahmen die acht Sieger aus dem Achtelfinale teil.

Die Hinspiele fanden am 4./8./9. März 2008 statt. Die Rückspiele fanden am 15./16. März 2008 statt.
| Mannschaft 1          | Mannschaft 2          | Hinspiel             | Rückspiel            | Gesamt  |
| --------------------- | --------------------- | -------------------- | -------------------- | ------- |
| Rhein-Neckar Löwen    | SC Magdeburg          | 04.03. Di. 19:30 Uhr | 15.03. Sa. 15:00 Uhr | 59 : 55 |
| Rhein-Neckar Löwen    | SC Magdeburg          | 28 : 26 (10 : 12)    | 31 : 29 (13 : 12)    | 59 : 55 |
| KIF Kolding Elite A/S | MKB Veszprém KC       | 08.03. Sa. 16:15 Uhr | 16.03. So. 17:30 Uhr | 56 : 62 |
| KIF Kolding Elite A/S | MKB Veszprém KC       | 29 : 31 (14 : 18)    | 27 : 31 (15 : 16)    | 56 : 62 |
| STR Saporischschja    | Kadetten Schaffhausen | 09.03. So. 17:00 Uhr | 16.03. So. 18:00 Uhr | 47 : 50 |
| STR Saporischschja    | Kadetten Schaffhausen | 23 : 21 (13 : 09)    | 24 : 29 (12 : 17)    | 47 : 50 |
| Dynamo Astrachan      | BM Valladolid         | 09.03. So. 14:00 Uhr | 15.03. Sa. 20:00 Uhr | 50 : 75 |
| Dynamo Astrachan      | BM Valladolid         | 25 : 36 (13 : 15)    | 25 : 39 (11 : 20)    | 50 : 75 |

## Halbfinale
Es nahmen die vier Sieger aus dem Viertelfinale teil.

Die Hinspiele fanden am 5./6. April 2008 statt. Die Rückspiele fanden am 12. April 2008 statt.
| Mannschaft 1          | Mannschaft 2  | Hinspiel             | Rückspiel            | Gesamt  |
| --------------------- | ------------- | -------------------- | -------------------- | ------- |
| Rhein-Neckar Löwen    | BM Valladolid | 05.04. Sa. 19:00 Uhr | 12.04. Sa. 20:00 Uhr | 61 : 58 |
| Rhein-Neckar Löwen    | BM Valladolid | 27 : 27 (10 : 14)    | 34 : 31 (15 : 15)    | 61 : 58 |
| Kadetten Schaffhausen | KC Veszprém   | 06.04. So. 18:00 Uhr | 12.05. Sa. 16:00 Uhr | 52 : 58 |
| Kadetten Schaffhausen | KC Veszprém   | 28 : 28 (12 : 18)    | 24 : 30 (14 : 16)    | 52 : 58 |

## Finale
Es nahmen die zwei Sieger aus dem Halbfinale teil.

Das Hinspiel fand am 3. Mai 2008 statt. Das Rückspiel fand am 10. Mai 2008 statt.
| Mannschaft 1 | Mannschaft 2       | Hinspiel             | Rückspiel            | Gesamt  |
| ------------ | ------------------ | -------------------- | -------------------- | ------- |
| KC Veszprém  | Rhein-Neckar Löwen | 03.05. Sa. 16:00 Uhr | 10.05. Sa. 16:00 Uhr | 65 : 60 |
| KC Veszprém  | Rhein-Neckar Löwen | 37 : 32 (20 : 20)    | 28 : 28 (14 : 14)    | 65 : 60 |

### KC Veszprém – Rhein-Neckar Löwen37: 32 (20: 20)
3. Mai 2008 in Veszprém, Sportzentrum Veszprém, 2.000 Zuschauer.
KC Veszprém: Tatai, Perić – Vujin (9), Pérez  (7), Iváncsik  (6), Iváncsik (4), Ilyés  (3), Šešum (3), Cozma (2), Eklemović (2), Putics (1), Gál, Lapcević , Luschnikow   
Rhein-Neckar Löwen: Szmal, Fritz – Gensheimer (6), Jurasik (6), Schelmenko  (5), Bielecki  (4), Tkaczyk   (4), Schwarzer (3), Buday  (2), Harbok (2), Groetzki, Roggisch , Szlezak
Schiedsrichter:  Rickard Canbro & Mikael Claesson
Quelle: Spielbericht

### Rhein-Neckar Löwen – KC Veszprém28: 28 (14: 14)
10. Mai 2008 in Mannheim, SAP-Arena, 13.500 Zuschauer.
Rhein-Neckar Löwen: Szmal, Fritz – Gensheimer (7), Jurasik  (5), Schwarzer (5), Tkaczyk  (5), Schelmenko  (4), Harbok (2), Bielecki , Buday, Groetzki, Roggisch , Szlezak
KC Veszprém: Tatai, Perić – Ilyés (6), Iváncsik (5), Vujin (4), Iváncsik (3), Putics (3), Cozma   (2), Eklemović  (2), Pérez  (2), Luschnikow (1), Gál, Lapcević  , Šešum
Schiedsrichter:  Martin Gjeding & Mads Hansen
Quelle: Spielbericht